# Marvin Isley
Marvin Isley, född 18 augusti 1953 i Englewood, New Jersey, död 6 juni 2010 i Chicago, Illinois, var en amerikansk basist och medlem i The Isley Brothers.
Isley växte upp i New Jersey och gick med i The Isley Brothers i slutet av 1960-talet. Hans tre äldre bröder var bandets ursprungliga medlemmar. Bandets mest framgångsrika period var i slutet av 1970-talet då Marvin spelade bas även om han inte var med i The Isley Brothers genombrott som hade skett redan på 1950-talet. Tillsammans med två andra musiker från det ursprungliga bandet, Ernie Isley och Chris Jasper, medverkade Isley även i trion Isley Jasper Isley som de grundade 1984.
Isley avled 2010 och dödsorsaken var diabetes.